# Colton (North Yorkshire)
Colton is een civil parish in het bestuurlijke gebied Selby, in het Engelse graafschap North Yorkshire. In 2001 telde het dorp 147 inwoners.